# Victoria (Laguna)
Victoria è una municipalità di quarta classe delle Filippine, situata nella Provincia di Laguna, nella Regione del Calabarzon.
Victoria è formata da 9 baranggay:
- Banca-banca
- Daniw
- Masapang
- Nanhaya (Pob.)
- Pagalangan
- San Benito
- San Felix
- San Francisco
- San Roque (Pob.)